# シンガポール・スリング
シンガポール・スリング（Singapore Sling）は、ジンベースのカクテル。

## 概要
その名の通り、シンガポール生まれの名カクテルである。サマセット・モームがシンガポールの夕焼けを「東洋の神秘」と称えたことに因んで考案された。
1915年にシンガポールのラッフルズ・ホテルのロングバーのチーフバーテンダーであった厳崇文（嚴崇文、Ngiam Tong Boon）が最初に作ったのが始まりである。当初のレシピは後述（#ラッフルズ・ホテルでのレシピ）のように複雑なものであったが、ロンドンのサヴォイ・ホテルでチーフ・バーテンダーだったハリー・クラドックがレシピの簡素化を行い、1930年に刊行された『サヴォイ・カクテルブック』に収録したことで、世界的に広まった。
なお、シンガポール・スリングのスリング（Sling）とは、ドイツ語のSchlingen（飲み込む）からきていると言われ、スピリッツに甘みと酸味を加えて水で割った飲み物。他にもジン・スリング、ウォッカ・スリングなどがある。このシンガポール・スリングも、本来そのバリエーションの一つである。2015年、100周年を迎えた。

## レシピ

### 一般的なレシピ
一般的に普及しているレシピを以下に挙げる。
- ドライ・ジン 45 ml
- チェリー・ブランデー 15 ml
- レモン・ジュース 20 ml
- 砂糖 1-2 tsp
- ソーダ水 適量
- 飾り - マラスキーノ・チェリー

作り方
1. ソーダ水以外の材料をシェークし、氷を入れたタンブラーに注ぐ。
2. ソーダ水を満たし、軽くステアする。
3. チェリーを飾る。
4. また、チェリーブランデーはシェークせず、最後にグラスに沈める作りかたもある。

### ラッフルズ・ホテルでのレシピ
当初のレシピを以下に挙げる。レシピは長らく門外不出とされ、非公開であった。
- ドライ・ジン 30ml
- チェリー・ブランデー 15ml
- ベネディクティン 7.5ml
- ホワイト・キュラソー 7.5ml
- レモン・ジュース/ライム・ジュース 15ml
- パイナップルジュース 120ml
- グレナデン・シロップ 10ml
- アンゴスチュラ・ビターズ 1dash
- 飾り - スライス・パイナップル、マラスキーノ・チェリー

作り方
1. 材料をシェークし、氷を入れたタンブラーに注ぐ。
2. ソーダ水を満たす。